# Casemiro
Carlos Henrique José Francisco Venâncio Casimiro (n. 23 februarie 1992), cunoscut ca Casemiro, este un fotbalist brazilian care evoluează la clubul Manchester United, pe poziția de mijlocaș defensiv.

## Palmares

### Club
Sao Paulo
- Copa Sudamericana (1): 2012

Real Madrid
- Copa del Rey (1): 2013–14
- Supercupa Spaniei (2): 2017, 2020
- Liga Campionilor UEFA (5): 2013–14, 2015-16, 2016-17, 2017–18, 2021-22
- Campionatul Mondial al Cluburilor FIFA (4): 2014, 2016, 2017, 2018
- Supercupa Europei (4): 2014, 2016, 2017, 2022
- La Liga (2): 2016-17, 2021-22

Manchester United
- Cupa Ligii Angliei (1): 2022-23

### Națională
Brazilia U20
- Campionatul Sud-American de Tineret: 2011
- Campionatul Mondial de Fotbal U-20: 2011

## Statistici de club
Actualizate la 16 mai 2025
| Club                            | Sezon         | Campionat        | Campionat | Campionat | Liga statală | Liga statală | Cupa    | Cupa   | Cupa Ligii | Cupa Ligii | Continental | Continental | Altele  | Altele | Total   | Total  |
| Club                            | Sezon         | Divizie          | Meciuri   | Goluri    | Meciuri      | Goluri       | Meciuri | Goluri | Meciuri    | Goluri     | Meciuri     | Goluri      | Meciuri | Goluri | Meciuri | Goluri |
| ------------------------------- | ------------- | ---------------- | --------- | --------- | ------------ | ------------ | ------- | ------ | ---------- | ---------- | ----------- | ----------- | ------- | ------ | ------- | ------ |
| São Paulo                       | 2010          | Série A          | 18        | 2         | 0            | 0            | —       | —      | —          | —          | 0           | 0           | —       | —      | 18      | 2      |
| São Paulo                       | 2011          | Série A          | 21        | 4         | 12           | 1            | 5       | 1      | —          | —          | 2           | 0           | —       | —      | 40      | 6      |
| São Paulo                       | 2012          | Série A          | 22        | 0         | 18           | 2            | 9       | 1      | —          | —          | 1           | 0           | —       | —      | 50      | 3      |
| São Paulo                       | 2013          | Série A          | —         | —         | 1            | 0            | —       | —      | —          | —          | 2           | 0           | —       | —      | 3       | 0      |
| São Paulo                       | Total         | Total            | 61        | 6         | 31           | 3            | 14      | 2      | —          | —          | 5           | 0           | —       | —      | 111     | 11     |
| Real Madrid Castilla (împrumut) | 2012–13       | Segunda División | 15        | 1         | —            | —            | —       | —      | —          | —          | —           | —           | —       | —      | 15      | 1      |
| Real Madrid (împrumut)          | 2012–13       | La Liga          | 1         | 0         | —            | —            | 0       | 0      | —          | —          | 0           | 0           | —       | —      | 1       | 0      |
| Real Madrid                     | 2013–14       | La Liga          | 12        | 0         | —            | —            | 7       | 0      | —          | —          | 6           | 0           | —       | —      | 25      | 0      |
| Real Madrid                     | 2015–16       | La Liga          | 23        | 1         | —            | —            | 1       | 0      | —          | —          | 11          | 0           | —       | —      | 35      | 1      |
| Real Madrid                     | 2016–17       | La Liga          | 25        | 4         | —            | —            | 5       | 0      | —          | —          | 9           | 2           | 3       | 0      | 42      | 6      |
| Real Madrid                     | 2017–18       | La Liga          | 30        | 5         | —            | —            | 1       | 0      | —          | —          | 12          | 1           | 5       | 1      | 48      | 7      |
| Real Madrid                     | 2018–19       | La Liga          | 29        | 3         | —            | —            | 5       | 0      | —          | —          | 6           | 1           | 3       | 0      | 43      | 4      |
| Real Madrid                     | 2019–20       | La Liga          | 35        | 4         | —            | —            | 1       | 0      | —          | —          | 8           | 1           | 2       | 0      | 46      | 5      |
| Real Madrid                     | 2020–21       | La Liga          | 34        | 6         | —            | —            | 1       | 0      | —          | —          | 10          | 1           | 1       | 0      | 46      | 7      |
| Real Madrid                     | 2021–22       | La Liga          | 32        | 1         | —            | —            | 3       | 0      | —          | —          | 11          | 0           | 2       | 0      | 48      | 1      |
| Real Madrid                     | 2022–23       | La Liga          | 1         | 0         | —            | —            | 0       | 0      | —          | —          | 0           | 0           | 1       | 0      | 2       | 0      |
| Real Madrid                     | Total         | Total            | 222       | 24        | —            | —            | 24      | 0      | —          | —          | 73          | 6           | 17      | 1      | 336     | 31     |
| Porto (împrumut)                | 2014–15       | Primeira Liga    | 28        | 3         | —            | —            | 1       | 0      | 2          | 0          | 10          | 1           | —       | —      | 41      | 4      |
| Manchester United               | 2022–23       | Premier League   | 28        | 4         | —            | —            | 5       | 2      | 6          | 1          | 12          | 0           | —       | —      | 51      | 7      |
| Manchester United               | 2023–24       | Premier League   | 25        | 1         | —            | —            | 3       | 1      | 2          | 1          | 2           | 2           | —       | —      | 32      | 5      |
| Manchester United               | 2024–25       | Premier League   | 23        | 1         | —            | —            | 2       | 0      | 2          | 2          | 12          | 2           | 1       | 0      | 40      | 5      |
| Manchester United               | Total         | Total            | 76        | 6         | —            | —            | 10      | 3      | 10         | 4          | 26          | 4           | 1       | 0      | 123     | 17     |
| Total carieră                   | Total carieră | Total carieră    | 402       | 40        | 31           | 3            | 49      | 5      | 12         | 4          | 114         | 11          | 18      | 1      | 626     | 64     |

1. ↑  Include Campeonato Paulista
2. ↑  Include Copa do Brasil, Copa del Rey, Taça de Portugal, FA Cup
3. ↑  Include Taça da Liga, EFL Cup